# Károly Gál
Gál Károly (n. 20 septembrie 1973, Baraolt, România) este un deputat român, ales în 2020 din partea UDMR. 